# Vítor Duarte
Pour les articles homonymes, voir Duarte.
Vítor Duarte, de son nom complet Vítor Silva Duarte, est un footballeur portugais né le 31 août 1959 à Lourenço Marques au Mozambique portugais et mort le 16 septembre 2022. Il évoluait au poste de défenseur central.

## Biographie
Duarte commence sa carrière de footballeur dans les équipes de jeunes de l'União Santarém,.
Duarte rejoint l'Académica en 1978, mais il ne fait aucune apparition en équipe première. Il passe ensuite une saison avec Marialvas (en), puis une autre avec RD Águeda,.
Il rejoint l'União de Coimbra en 1981, où il joue pendant quatre ans et fait 13 apparitions. Il rejoint ensuite le Benfica Lisbonne en 1985,.
En 1986, Duarte signe avec le SC Farense où il fait 17 apparitions et marque un but. L'année suivante, il rejoint le SC Braga, où il passe quatre saisons fructueuses, totalisant 151 apparitions et marquant 8 buts,.
En 1991, il est transféré au SC Beira-Mar, où il joue pendant deux saisons, totalisant 50 apparitions et marquant 2 buts. Il retourne ensuite à l'Académica en 1993 pour une saison supplémentaire, ajoutant 20 matchs à son actif,.
Duarte termine sa carrière en jouant pour l'União de Coimbra, où il revient en 1994 pour deux saisons supplémentaires, puis il passe sa dernière saison professionnelle avec le CD Lousanense en 1996,.